# 普雷斯内尔·金彭贝
普雷斯內爾·金彭贝（法語：Presnel Kimpembe；1995年8月13日—）是一名法國足球員，目前效力於法甲俱樂部巴黎圣日耳曼，司職中堅。
他的父親是刚果金人，母親是海地人。

## 榮譽

### 國家隊
法國
- 國際足總世界盃冠軍：2018

### 球會
巴黎圣日耳门
- 法甲冠军：2014-15、2015-16、2017-18、2018-19、2019-20、2021-22、2022-23、2023-24、2024-25
- 法國盃冠军：2014-15、2015-16、2016-17、2017-18、2019-20、2020-21、2023-24、2024-25
- 法國聯賽盃冠军：2013-14、2014-15、2015-16、2016-17、2017-18、2019-20
- 法国超级杯冠军：2015、2016、2017、2018、2019、2020、2022、2023、2024
- 欧洲冠军联赛冠軍：2024-25
- 歐洲超級盃冠軍：2025

### 個人
- 法國榮譽軍團勳章騎士級：2018年

## 外部連結
- Eurosport profile （页面存档备份，存于）
- France profile （页面存档备份，存于） at FFF